# Ministerio de Jerusalén y Asuntos de la Diáspora de Israel
El Ministro de Jerusalén y Asuntos de la Diáspora de Israel es un puesto en el gabinete israelí, creado en marzo de 2009. Anteriormente había sido tanto un Ministro de la Información (1967-1969 y 1974-1975), un Ministro de Asuntos Sociales y la Diáspora (1999-2001 y 2003 a 2006), y un ministro de la Diáspora, la Sociedad y la Lucha contra el Antisemitismo (2007 hasta 2009). Entre junio y noviembre de 2005 también hubo un viceministro de Asuntos Sociales y de la Diáspora.
La combinación de las carteras de la Información y de los asuntos de la Diáspora destacó el papel del ministerio como uno de una serie de portavoces principales para el gobierno israelí en el extranjero, aunque, en comparación, los asuntos de la diáspora judía se tratan de manera más directa con la diplomacia en general, de estado a estado, en el Ministerio de Relaciones Exteriores.

## Lista de ministros de Diplomacia Pública y Asuntos de la Diáspora
| N.º                                                                                 | Nombre                              | Retrato                             | Partido                             | Duración del mandato                | Duración del mandato                |                                     |
| Ministro de Información (1967–1975)                                                 | Ministro de Información (1967–1975) | Ministro de Información (1967–1975) | Ministro de Información (1967–1975) | Ministro de Información (1967–1975) | Ministro de Información (1967–1975) | Ministro de Información (1967–1975) |
| ----------------------------------------------------------------------------------- | ----------------------------------- | ----------------------------------- | ----------------------------------- | ----------------------------------- | ----------------------------------- | ----------------------------------- |
| 1                                                                                   | Yisrael Galili                      |                                     | Alineamiento (Laborista)            | 5 de junio de 1967                  | 17 de marzo de 1969                 |                                     |
| Ministerio abolido (1969–1974)                                                      |                                     |                                     |                                     |                                     |                                     |                                     |
| 2                                                                                   | Shimon Peres                        |                                     | Alineamiento (Laborista)            | 10 de marzo de 1974                 | 3 de junio de 1974                  |                                     |
| 3                                                                                   | Aharon Yariv                        |                                     | Alineamiento (Laborista)            | 3 de junio de 1974                  | 4 de febrero de 1975                |                                     |
| Ministerio abolido en 1975.                                                         |                                     |                                     |                                     |                                     |                                     |                                     |
| Ministro de Asuntos Sociales y la Diáspora (1999–2006)                              |                                     |                                     |                                     |                                     |                                     |                                     |
| 4                                                                                   | Michael Melchior                    |                                     | Un Israel (Meimad)                  | 5 de agosto de 1999                 | 7 de marzo de 2001                  |                                     |
| 5                                                                                   | Natan Sharansky                     |                                     | Likud                               | 3 de marzo de 2003                  | 4 de mayo de 2006                   |                                     |
| Ministerio abolido en 2006.                                                         |                                     |                                     |                                     |                                     |                                     |                                     |
| Ministro de la Diáspora, la Sociedad y la Lucha contra el Antisemitismo (2007–2009) |                                     |                                     |                                     |                                     |                                     |                                     |
| 6                                                                                   | Isaac Herzog                        |                                     | Laborista                           | 21 de marzo de 2007                 | 31 de marzo de 2009                 |                                     |
| Ministro de Diplomacia Pública y Asuntos de la Diáspora [ 3 ] (2009–2014)           |                                     |                                     |                                     |                                     |                                     |                                     |
| 7                                                                                   | Yuli-Yoel Edelstein                 |                                     | Likud                               | 31 de marzo de 2009                 | 18 de marzo de 2013                 |                                     |
| 8                                                                                   | Benjamin Netanyahu                  |                                     | Likud                               | 18 de marzo de 2013                 | 29 de abril de 2014                 |                                     |
| Ministro de Jerusalén y Asuntos de la Diáspora (2014– )                             |                                     |                                     |                                     |                                     |                                     |                                     |
| 9                                                                                   | Naftali Bennett                     |                                     | La Casa Judía                       | 29 de abril de 2014                 | En el cargo                         |                                     |

### Viceministros
| N.º | Nombre           | Partido | Duración del mandato | Duración del mandato    |
| --- | ---------------- | ------- | -------------------- | ----------------------- |
| 1   | Michael Melchior | Meimad  | 20 de junio de 2005  | 23 de noviembre de 2005 |